# Coppa di Cipro 2021-2022 (pallavolo maschile)
La Coppa di Cipro 2021-2022, 48ª edizione della coppa nazionale di pallavolo maschile, si è svolta dal 4 al 15 aprile 2022: al torneo hanno partecipato otto squadre di club cipriote e la vittoria finale è andata per l'ottava volta, la quarta consecutiva, all'Omonia.

## Formula
La formula ha previsto quarti di finale giocati con gare di andata e ritorno (coi punteggi di 3-0 e 3-1 sono stati assegnati 3 punti alla squadra vincente e 0 a quella perdente, col punteggio di 3-2 sono stati assegnati 2 punti alla squadra vincente e 1 a quella perdente; in caso di parità di punti dopo le due partite è stato disputato un golden set), semifinali e finale giocati con gara unica.
Gli accoppiamenti fra le squadre per i quarti di finale e per le semifinali sono stati effettuati tramite due sorteggi successivi.

## Squadre partecipanti
Al torneo hanno partecipato le formazioni partecipanti alla A' katīgoria 2021-22.
| Squadra             | Qualificazione                         |
| ------------------- | -------------------------------------- |
| Anagennīsī Deryneia | Partecipante alla A' katīgoria 2021-22 |
| Anorthōsīs          | Partecipante alla A' katīgoria 2021-22 |
| APOEL               | Partecipante alla A' katīgoria 2021-22 |
| Karavas             | Partecipante alla A' katīgoria 2021-22 |
| Nea Salamis         | Partecipante alla A' katīgoria 2021-22 |
| Omonia              | Partecipante alla A' katīgoria 2021-22 |
| Pafiakos            | Partecipante alla A' katīgoria 2021-22 |
| Paralimni           | Partecipante alla A' katīgoria 2021-22 |

## Torneo

### Tabellone
|  | Quarti di finale    | Quarti di finale | Quarti di finale |   |            | Semifinali | Semifinali |  |  | Finale | Finale |  |
|  |                     |                  |                  |   |            |            |            |  |  |        |        |  |
|  | Pafiakos            | 2                | 322              |   |            |            |            |  |  |        |        |  |
|  | Pafiakos            | 2                | 322              |   |            |            |            |  |  |        |        |  |
|  | Anorthōsīs          | 3                | 224              |   |            |            |            |  |  |        |        |  |
|  | Anorthōsīs          | 3                | 224              |   | Anorthōsīs | 2          |            |  |  |        |        |  |
|  |                     |                  |                  |   | Anorthōsīs | 2          |            |  |  |        |        |  |
|  |                     |                  | Omonia           | 3 |            |            |            |  |  |        |        |  |
|  | Anagennīsī Deryneia | 1                | Omonia           | 3 | 0          |            |            |  |  |        |        |  |
|  | Anagennīsī Deryneia | 1                |                  |   |            |            |            |  |  |        |        |  |
|  | Omonia              | 3                | 3                |   |            |            |            |  |  |        |        |  |
|  | Omonia              | 3                | 3                |   | Omonia     | 3          |            |  |  |        |        |  |
|  |                     |                  |                  |   |            |            |            |  |  |        |        |  |
|  |                     |                  | Nea Salamis      | 2 |            |            |            |  |  |        |        |  |
|  | Paralimni           | 0                | Nea Salamis      | 2 | 3          |            |            |  |  |        |        |  |
|  | Paralimni           | 0                |                  |   |            |            |            |  |  |        |        |  |
|  | APOEL               | 3                | 2                |   |            |            |            |  |  |        |        |  |
|  | APOEL               | 3                | 2                |   | APOEL      | 0          |            |  |  |        |        |  |
|  |                     |                  |                  |   | APOEL      | 0          |            |  |  |        |        |  |
|  |                     |                  | Nea Salamis      | 3 |            |            |            |  |  |        |        |  |
|  | Nea Salamis         | 3                | Nea Salamis      | 3 | 3          |            |            |  |  |        |        |  |
|  | Nea Salamis         | 3                |                  |   |            |            |            |  |  |        |        |  |
|  | Karavas             | 0                | 0                |   |            |            |            |  |  |        |        |  |

### Risultati

#### Quarti di finale

##### Andata
| 4 aprile 2022 Kleistī Aithousa Afroditī, Pafo Durata: 2h:01 - Spettatori: 80                  | Pafiakos            | 2 - 3 | Anorthōsīs | 23-25, 25-22, 21-25, 25-23, 12-15 |
| 4 aprile 2022 Kleistī Aithousa Anagennīsī Deryneias, Dherynia Durata: 1h:44 - Spettatori: 155 | Anagennīsī Deryneia | 1 - 3 | Omonia     | 18-25, 14-25, 25-22, 21-25        |
| 4 aprile 2022 Aithousa Paralimniou, Paralimni Durata: 1h:30 - Spettatori: ?                   | Paralimni           | 0 - 3 | APOEL      | 19-25, 22-25, 28-30               |
| 4 aprile 2022 Spyros Kyprianou Athletic Center, Limassol Durata: 1h:12 - Spettatori: 55       | Nea Salamis         | 3 - 0 | Karavas    | 25-20, 25-21, 25-13               |

##### Ritorno
| 8 aprile 2022 Themistokleio Athlītiko Kentro, Katō Polemidia Durata: ? - Spettatori: 150 | Anorthōsīs | 2 - 3 | Pafiakos            | 25-23, 15-25, 25-16, 19-25, 9-15 Golden set: 24-22 |
| 7 aprile 2022 Eleftheria Indoor Hall, Nicosia Durata: 1h:06 - Spettatori: 60             | Omonia     | 3 - 0 | Anagennīsī Deryneia | 25-18, 25-19, 25-13                                |
| 8 aprile 2022 Lefkotheo, Egkōmī Durata: 2h:00 - Spettatori: 60                           | APOEL      | 2 - 3 | Paralimni           | 25-21, 17-25, 21-25, 25-17, 11-15                  |
| 8 aprile 2022 Spyros Kyprianou Athletic Center, Limassol Durata: 1h:10 - Spettatori: 45  | Karavas    | 0 - 3 | Nea Salamis         | 20-25, 22-25, 19-25                                |

#### Semifinali
| 14 aprile 2022 Kition Athlītiko Kentro, Larnaca Durata: 1h:44 - Spettatori: 250 | Anorthōsīs | 2 - 3 | Omonia      | 25-18, 25-16, 21-25, 17-25, 12-15 |
| 14 aprile 2022 Kition Athlītiko Kentro, Larnaca Durata: 1h:13 - Spettatori: 160 | APOEL      | 0 - 3 | Nea Salamis | 18-25, 24-26, 15-25               |

#### Finale
| 15 aprile 2022 Kition Athlītiko Kentro, Larnaca Durata: 2h:13 - Spettatori: 435 | Omonia | 3 - 2 | Nea Salamis | 25-22, 21-25, 18-25, 25-22, 17-15 |